# Discomiosis arciocentra
Discomiosis arciocentra är en fjärilsart som beskrevs av Louis Beethoven Prout 1922. Discomiosis arciocentra ingår i släktet Discomiosis och familjen mätare. Inga underarter finns listade i Catalogue of Life.